# الرجل الطائر (شخصية خيالية)
الرجل الطائر (بالإنجليزية: Airman)‏ هو بطل خيالي خارق، تم ذكره في الكتاب المصور الفكاهي الذي نشرته لأول مرة شركة سيناتور خلال أواخر فترة الثلاثينات من القرن العشرين وحتى الأربعينيات من القرن الماضي. يطلق المعجبون والمؤرخون على هذه الفترة العصر الذهبي للكتب الهزلية. ظهر لأول مرة في (أغسطس 1940)، في قصة للفنان هاري ساهلي.